# Anna Grzesiak
Anna Grzesiak (* 30. Januar 1987 in Kalisz) ist eine ehemalige polnische Triathletin und Dritte der Duathlon-Europameisterschaft U23 (2008).

## Werdegang
In ihrer Heimatstadt Kalisz hatte Anna Grzesiak eine Berufsschule mit sportlicher Ausrichtung besucht und war bei verschiedenen Leichtathletik-Wettkämpfen für den örtlichen Verein SST Delfin Kalisz angetreten.

Anna Grzesiak studierte Sportwissenschaften an der Akademie in Kattowitz und trat für den Verein AZS AWF Katowice an.
Daneben arbeitete Anna Grzesiak an einem Gymnasium im nahegelegenen Tschenstochau.
Mit 21 Jahren nahm Anna Grzesiak 2008 an ihrem ersten ITU-Wettkampf teil, sie stieg gleich in die Elite-Klasse ein und beim Europacup in Chania wurde sie Siebte.

### 3. Rang U23-Europameisterschaft Duathlon 2008
Im selben Jahr im Mai sicherte sie sich beim einzigen Nicht-Elite-Wettkampf ihrer bisherigen Karriere die Bronzemedaille bei der Duathlon-Europameisterschaft in Griechenland in der Klasse U23.
Bei den polnischen Staatsmeisterschaften im Jahr 2008 wurde Anna Grzesiak in der U23-Kategorie Dritte und 2009 wurde sie Vierte.

### Universitätsweltmeisterschaften 2010
Bei den Universitätsweltmeisterschaften 2010 in Valencia wurde Grzesiak im Mai Fünfte in der Einzelwertung und sie gewann mit Agnieszka Jerzyk und Paulina Kotfica die Goldmedaille in der Teamwertung.
Seit 2013 taucht Grzesiak nicht mehr in internationalen Ergebnislisten auf.

## Sportliche Erfolge
| Datum/Jahr    | Rang | Wettbewerb                                    | Austragungsort | Zeit     | Bemerkung                                          |
| ------------- | ---- | --------------------------------------------- | -------------- | -------- | -------------------------------------------------- |
| 29. Juni 2013 | 15   | ITU Sprint Triathlon Premium European Cup     | Rijssen-Holten | 01:06:47 | hinter der Siegerin Danne Boterenbrood             |
| 28. Mai 2010  | 5    | FISU World University Triathlon Championships | Valencia       | 01:58:26 | Universitäts-Weltmeisterschaft                     |
| 27. Juni 2008 | 19   | FISU World University Triathlon Championships | Erdek          | 02:24:36 | Universitäts-Weltmeisterschaft                     |
| 2007          | 2    | Bornsdorf-Triathlon                           | Bornsdorf      |          | 1,5 km Schwimmen, 46 km Radfahren und 10 km Laufen |

| Datum/Jahr   | Rang | Wettbewerb                             | Austragungsort | Zeit     | Bemerkung                    |
| ------------ | ---- | -------------------------------------- | -------------- | -------- | ---------------------------- |
| 24. Mai 2008 | 3    | ETU Duathlon European Championship U23 | Serres         | 02:15:26 | Duathlon-Europameisterschaft |

(DNF – Did Not Finish)